# Палтината (Бакау)
Палтината (рум. Păltinata) насеље је у Румунији у округу Бакау у општини Гура Ваиј. Oпштина се налази на надморској висини од 274 m.

## Становништво
Према подацима из 2002. године у насељу је живело 542 становника, од којих су сви румунске националности.